# Johann Heinrich Walch
Johann Heinrich Walch, född 21 november 1775 i Großneuhausen, död 2 oktober 1855 i Gotha, var en tysk kompositör. Walch var anställd som musiker hos hertigen av Sachsen-Gotha och komponerade marschmusik på beställning. Hans mest kända verk torde vara Pariser Einzugsmarsch som spelades när de allierade trupperna från Ryssland, Österrike och Preussen marscherade in i Paris 1814 som avslutning på Andra Napoleonkriget. Andra ännu spelade verk av Walch är Svenska arméns tapto och Svenska arméns revelj.